# Presika, Ljutomer
Presika este o localitate din comuna Ljutomer, Slovenia, cu o populație de 151 de locuitori.